# رودريغو ري روزا
رودريغو ري روزا (بالإسبانية: Rodrigo Rey Rosa)‏ هو مترجم وكاتب وكاتب سيناريو ومؤلف غواتيمالي، ولد في 4 نوفمبر 1958 في غواتيمالا في غواتيمالا.

## وصلات خارجية
- رودريغو ري روزا على موقع IMDb (الإنجليزية)
- رودريغو ري روزا على موقع أول موفي (الإنجليزية)
- رودريغو ري روزا على موقع كينوبويسك (الروسية)